# Dendrobium koordersii
Dendrobium koordersii är en orkidéart som beskrevs av Johannes Jacobus Smith. Dendrobium koordersii ingår i släktet Dendrobium, och familjen orkidéer. Inga underarter finns listade i Catalogue of Life.